# Fondali da Crotone a Le Castella
Fondali da Crotone a Le Castella este o arie protejată (arie specială de conservare — SAC, sit de importanță comunitară — SCI) din Italia întinsă pe o suprafață de 5.209 ha, integral marine.

## Localizare
Centrul sitului Fondali da Crotone a Le Castella este situat la coordonatele 38°58′56″N 17°10′47″E / 38.982222°N 17.179722°E.

## Înființare
Situl Fondali da Crotone a Le Castella a fost declarat sit de importanță comunitară în septembrie 1995 pentru a proteja un număr necunoscut de specii din flora spontană și fauna sălbatică aflate în arealul zonei. Situl a fost protejat și ca arie specială de conservare în aprilie 2018.

## Biodiversitate
Situată în ecoregiunea mediteraneană, aria protejată conține 3 habitate naturale: Bancuri de nisip acoperite în permanență slab de apă marină, Recifuri, Straturi cu Posidonia (Posidonion oceanicae).
La baza desemnării sitului se află un număr nedeclarat de specii protejate.